# South Wales West (région électorale du Senedd)
Pour les articles homonymes, voir South Wales West.
South Wales West est une région électorale de l'Assemblée nationale du pays de Galles, composée de sept circonscriptions. La région élit 11 membres, sept membres de circonscription directement élus et quatre membres supplémentaires. La région électorale a été utilisée pour la première fois en 1999, lors de la création de l'Assemblée du pays de Galles.
Chaque circonscription élit un membre de l'Assemblée par le système uninominal majoritaire, et la région dans son ensemble élit quatre membres de l'Assemblée supplémentaires ou complémentaires, afin de créer un certain degré de représentation proportionnelle. Les sièges supplémentaires sont attribués à partir des listes fermées par la méthode d'Hondt, les résultats des circonscriptions étant pris en compte dans l'allocation.

## Frontières du comté
La région couvre l'ensemble du comté préservé de West Glamorgan, une partie du comté préservé de Mid Glamorgan et une partie du comté préservé de South Glamorgan. Le reste de Mid Glamorgan est divisé entre les régions électorales de South Wales Central et South Wales East. Le reste de South Glamorgan se trouve dans la région du South Wales Central.

## Profil de la région électorale
La région est principalement urbaine, en prenant la deuxième plus grande ville du pays de Galles, Swansea, aussi bien que les villes ouvrières telles que Neath et Port Talbot. Cependant, il existe également des régions rurales, comme sur la péninsule de Gower. Une plus grande proportion de la population locale est gallois plus que dans la région voisine, South Wales Central.

## Circonscription
Les sept circonscriptions porte les noms et les limites des circonscriptions parlementaires de la Chambre des communes du Parlement du Royaume-Uni (Westminster):
| Circonscription | Electeur | Majorité       | Assembly member | Assembly member    | Opposition | Opposition       | Comté préservé                                             |
| --------------- | -------- | -------------- | --------------- | ------------------ | ---------- | ---------------- | ---------------------------------------------------------- |
| Aberavon        | 49,891   | 6,402 (30,7 %) |                 | David Rees         |            | Bethan Jenkins   | Entièrement dans West Glamorgan                            |
| Bridgend        | 62,185   | 5,623 (20,9 %) |                 | Carwyn Jones       |            | George Jabbour   | Partiellement Mid Glamorgan, Partiellement South Glamorgan |
| Gower           | 62,163   | 1,829 (6,1 %)  |                 | Rebecca Evans      |            | Lyndon Jones     | Entièrement dans West Glamorgan                            |
| Neath           | 55,859   | 2,923 (11,5 %) |                 | Jeremy Miles       |            | Alun Lluwellyn   | Entièrement dans West Glamorgan                            |
| Ogmore          | 56,661   | 9,468 (40,5 %) |                 | Huw Irranca-Davies |            | Tim Thomas       | Partiellement Mid Glamorgan, Partiellement South Glamorgan |
| Swansea East    | 58,521   | 7,452 (36,2 %) |                 | Mike Hedges        |            | Clifford Johnson | Entièrement dans West Glamorgan                            |
| Swansea West    | 56,892   | 5,080 (22,9 %) |                 | Julie James        |            | Craig Lawton     | Entièrement dans West Glamorgan                            |

## Membres de l'Assemblée

### Circonscription AMs
| Terme | Election | Aberavon         | Aberavon            | Bridgend          | Bridgend           | Gower               | Gower              | Neath                    | Neath               | Ogmore | Ogmore               | Swansea East | Swansea East   | Swansea West | Swansea West        |
| ----- | -------- | ---------------- | ------------------- | ----------------- | ------------------ | ------------------- | ------------------ | ------------------------ | ------------------- | ------ | -------------------- | ------------ | -------------- | ------------ | ------------------- |
| 1er   | 1999     |                  | Brian Gibbons (Lab) |                   | Carwyn Jones (Lab) |                     | Edwina Hart (Lab)  |                          | Gwenda Thomas (Lab) |        | Janice Gregory (Lab) |              | Val Feld (Lab) |              | Andrew Davies (Lab) |
| 1er   | 2001     | Val Lloyd (Lab)  | Brian Gibbons (Lab) |                   | Carwyn Jones (Lab) |                     | Edwina Hart (Lab)  |                          | Gwenda Thomas (Lab) |        | Janice Gregory (Lab) |              |                |              | Andrew Davies (Lab) |
| 2e    | 2003     | Val Lloyd (Lab)  | Brian Gibbons (Lab) |                   | Carwyn Jones (Lab) |                     | Edwina Hart (Lab)  |                          | Gwenda Thomas (Lab) |        | Janice Gregory (Lab) |              |                |              | Andrew Davies (Lab) |
| 3e    | 2007     | Val Lloyd (Lab)  | Brian Gibbons (Lab) |                   | Carwyn Jones (Lab) |                     | Edwina Hart (Lab)  |                          | Gwenda Thomas (Lab) |        | Janice Gregory (Lab) |              |                |              | Andrew Davies (Lab) |
| 4e    | 2011     | David Rees (Lab) | Mike Hedges (Lab)   | Julie James (Lab) | Carwyn Jones (Lab) |                     | Edwina Hart (Lab)  |                          | Gwenda Thomas (Lab) |        | Janice Gregory (Lab) |              |                |              |                     |
| 5e    | 2016     | David Rees (Lab) | Mike Hedges (Lab)   | Julie James (Lab) | Carwyn Jones (Lab) | Rebecca Evans (Lab) | Jeremy Miles (Lab) | Huw Irranca-Davies (Lab) |                     |        |                      |              |                |              |                     |

### Liste Régional AMs
N.B. Ce tableau est uniquement à des fins de présentation
| Term | Election | AM                  | AM                | AM                  | AM                 | AM | AM                    | AM | AM               |
| ---- | -------- | ------------------- | ----------------- | ------------------- | ------------------ | -- | --------------------- | -- | ---------------- |
| 1er  | 1999     |                     | Alun Cairns (Con) |                     | Dai Lloyd (PC)     |    | Janet Davies (PC)     |    | Peter Black (LD) |
| 2e   | 2003     |                     | Alun Cairns (Con) |                     | Dai Lloyd (PC)     |    | Janet Davies (PC)     |    | Peter Black (LD) |
| 3e   | 2007     | Bethan Jenkins (PC) | Alun Cairns (Con) |                     | Dai Lloyd (PC)     |    |                       |    | Peter Black (LD) |
| 4e   | 2011     | Bethan Jenkins (PC) | Suzy Davies (Con) |                     | Byron Davies (Con) |    |                       |    | Peter Black (LD) |
| 4e   | 2015     | Bethan Jenkins (PC) | Suzy Davies (Con) | Altaf Hussain (Con) |                    |    |                       |    | Peter Black (LD) |
| 5e   | 2016     | Bethan Jenkins (PC) | Suzy Davies (Con) |                     | Dai Lloyd (PC)     |    | Caroline Jones (UKIP) |    |                  |

## Assemblée galloise élection des membres supplémentaires 2011
| Parti | Parti             | Sièges circonscription | Liste Votes (vote %) | D'Hondt Entitlement | Membres supplémentaires élus | Total Membres Elus | Déviation depuis D'Hondt Entitlement |
| ----- | ----------------- | ---------------------- | -------------------- | ------------------- | ---------------------------- | ------------------ | ------------------------------------ |
|       | Labour            | 7                      | 71,766 (46,5 %)      | 6                   | 0                            | 7                  | +1                                   |
|       | Conservateur      | 0                      | 27,457 (17,8 %)      | 2                   | 2                            | 2                  | 0                                    |
|       | Plaid Cymru       | 0                      | 21,258 (13,8 %)      | 2                   | 1                            | 1                  | −1                                   |
|       | Liberal Democrats | 0                      | 10,683 (6,9 %)       | 1                   | 1                            | 1                  | 0                                    |
|       | UKIP              | 0                      | 6,619 (4,3 %)        | 0                   | 0                            | 0                  | 0                                    |
|       | Socialist Labour  | 0                      | 5,057 (3,3 %)        | 0                   | 0                            | 0                  | 0                                    |
|       | BNP               | 0                      | 4,714 (3,1 %)        | 0                   | 0                            | 0                  | 0                                    |
|       | Green             | 0                      | 3,952 (2,6 %)        | 0                   | 0                            | 0                  | 0                                    |
|       | Welsh Christian   | 0                      | 1,602 (1,0 %)        | 0                   | 0                            | 0                  | 0                                    |
|       | TUSC              | 0                      | 809 (0,5 %)          | 0                   | 0                            | 0                  | 0                                    |
|       | Communist         | 0                      | 464 (0,3 %)          | 0                   | 0                            | 0                  | 0                                    |

### Régional AMs élu 2011
| Parti | Parti             | Nom            |
| ----- | ----------------- | -------------- |
|       | Conservateur      | Byron Davies † |
|       | Conservateur      | Suzy Davies    |
|       | Liberal Democrats | Peter Black    |
|       | Plaid Cymru       | Bethan Jenkins |

† Démissionnaire en qualité de AM à la suite de son élection à la Chambre des communes le 7 mai 2015; remplacé par Altaf Hussain le 19 mai 2015

## Assemblée galloise élection des membres supplémentaires 2007[2]
| Parti | Parti                    | Sièges circonscription | Liste Votes (vote %) | D'Hondt Entitlement | Membres supplémentaires élus | Total Membres Elus | Déviation depuis D'Hondt Entitlement |
| ----- | ------------------------ | ---------------------- | -------------------- | ------------------- | ---------------------------- | ------------------ | ------------------------------------ |
|       | Labour                   | 7                      | 58,374 (35,8 %)      | 6                   | 0                            | 7                  | +1                                   |
|       | Plaid Cymru              | 0                      | 28,819 (17,7 %)      | 2                   | 2                            | 2                  | 0                                    |
|       | Conservateur             | 0                      | 26,119 (16,1 %)      | 2                   | 1                            | 1                  | −1                                   |
|       | Liberal Democrats        | 0                      | 20,226 (12,4 %)      | 1                   | 1                            | 1                  | 0                                    |
|       | BNP                      | 0                      | 8,993 (5,5 %)        | 0                   | 0                            | 0                  | 0                                    |
|       | Green                    | 0                      | 6,130 (3,8 %)        | 0                   | 0                            | 0                  | 0                                    |
|       | UKIP                     | 0                      | 5,914 (3,6 %)        | 0                   | 0                            | 0                  | 0                                    |
|       | Socialist Labour         | 0                      | 2,367 (1,5 %)        | 0                   | 0                            | 0                  | 0                                    |
|       | Christian Party          | 0                      | 1,685 (1,0 %)        | 0                   | 0                            | 0                  | 0                                    |
|       | Indépendant              | 0                      | 1,186 (0,7 %)        | 0                   | 0                            | 0                  | 0                                    |
|       | Socialist                | 0                      | 1,027 (0,6 %)        | 0                   | 0                            | 0                  | 0                                    |
|       | Respect                  | 0                      | 713 (0,4 %)          | 0                   | 0                            | 0                  | 0                                    |
|       | Indépendant Conservateur | 0                      | 582 (0,4 %)          | 0                   | 0                            | 0                  | 0                                    |
|       | Communist                | 0                      | 546 (0,3 %)          | 0                   | 0                            | 0                  | 0                                    |
|       | Christian Peoples        | 0                      | 393 (0,2 %)          | 0                   | 0                            | 0                  | 0                                    |

## Assemblée galloise élection des membres supplémentaires 2003[3]
| Parti | Parti             | Sièges circonscription | Liste Votes (vote %) | D'Hondt Entitlement | Membres supplémentaires élus | Total Membres Elus | Déviation depuis D'Hondt Entitlement |
| ----- | ----------------- | ---------------------- | -------------------- | ------------------- | ---------------------------- | ------------------ | ------------------------------------ |
|       | Labour            | 7                      | 58,066 (41,61 %)     | 7                   | 0                            | 7                  | 0                                    |
|       | Plaid Cymru       | 0                      | 24,799 (17,77 %)     | 2                   | 2                            | 2                  | 0                                    |
|       | Conservateur      | 0                      | 20,981 (15,03 %)     | 1                   | 1                            | 1                  | 0                                    |
|       | Liberal Democrats | 0                      | 17,746 (12,72 %)     | 1                   | 1                            | 1                  | 0                                    |
|       | Green             | 0                      | 6,696 (4,80 %)       | 0                   | 0                            | 0                  | 0                                    |
|       | UKIP              | 0                      | 6,113 (4,38 %)       | 0                   | 0                            | 0                  | 0                                    |
|       | Socialist labour  | 0                      | 3,446 (2,47 %)       | 0                   | 0                            | 0                  | 0                                    |
|       | Cymru Annibynnol  | 0                      | 1,346 (0,96 %)       | 0                   | 0                            | 0                  | 0                                    |
|       | ProLife Alliance  | 0                      | 355 (0,25 %)         | 0                   | 0                            | 0                  | 0                                    |

## Assemblée galloise élection des membres supplémentaires 1999[3]
| Parti | Parti                   | Sièges circonscription | Liste Votes (vote %) | D'Hondt Entitlement | Membres supplémentaires élus | Total Membres Elus | Déviation depuis D'Hondt Entitlement |
| ----- | ----------------------- | ---------------------- | -------------------- | ------------------- | ---------------------------- | ------------------ | ------------------------------------ |
|       | Labour                  | 7                      | 70,625 (41,79 %)     | 5                   | 0                            | 7                  | +2                                   |
|       | Plaid Cymru             | 0                      | 50,757 (30,04 %)     | 4                   | 2                            | 2                  | −2                                   |
|       | Conservateur            | 0                      | 20,993 (12,42 %)     | 1                   | 1                            | 1                  | 0                                    |
|       | Liberal Democrats       | 0                      | 18,527 (10,96 %)     | 1                   | 1                            | 1                  | 0                                    |
|       | Green                   | 0                      | 4,082 (2,42 %)       | 0                   | 0                            | 0                  | 0                                    |
|       | People's Representative | 0                      | 2,074 (1,23 %)       | 0                   | 0                            | 0                  | 0                                    |
|       | Socialist Alliance      | 0                      | 1,257 (0,74 %)       | 0                   | 0                            | 0                  | 0                                    |
|       | Natural Law             | 0                      | 676 (0,40 %)         | 0                   | 0                            | 0                  | 0                                    |